# Xã Tubal, Quận Union, Arkansas
Xã Tubal (tiếng Anh: Tubal Township) là một xã thuộc quận Union, tiểu bang Arkansas, Hoa Kỳ. Năm 2010, dân số của xã này là 282 người.